# Kaspi (journal)
Kaspi est un journal publié à Bakou en 1881 en langue russe.

## Histoire
Le premier numéro a été publié en 1881 à Bakou. Le premier éditeur du journal était Victor Vassilievitch Kuzmin.
Il a été publié jusqu'en 1919.
Le journal Kaspi a été restauré en 1999.